# كريستوفر هيورت
كريستوفر هيورت (بالنرويجية البوكمول: Christoffer Hjort)‏ هو قسيس نرويجي، ولد في 1561، وتوفي في 1616.